# AGM-88 HARM
AGM-88 HARM (HARM: High-speed Anti Radiation Missile: Tên lửa tốc độ cao chống bức xạ) là loại tên lửa không đối đất chiến thuật được thiết kế để dẫn đến mục tiêu dựa vào phát xạ điện tử kết hợp với hệ dẫn rada của tên lửa không đối đất. Tên lửa này ban đầu được phát triển bởi Texas Instruments (TI) nhằm thay thế cho các thế hệ tên lửa AGM-45 Shrike và AGM-78 Standard ARM. Việc sản xuất sau đó được thực hiện bởi Raytheon Corporation (RAYCO) khi hãng này mua TI.
AGM-88 có thể phát hiện, tấn công và phá hủy một ăng ten rada hoặc một trạm phát. Hệ thống dẫn, hướng đến trạm phát rada của đối phương, có một ăng ten cố định và một bộ tìm kiếm nằm ở phía đầu của tên lửa. Một động cơ rốc két sử dụng thuốc phóng rắn, không khói đẩy tên lửa đạt đến tốc độ Mach 2. HARM là chương trình được phục vụ cho Hải quân Hoa Kỳ
Tên lửa HARM được phê chuẩn cho việc chính thức sản xuất vào tháng 3 năm 1983 và được triển khai vào cuối năm 1985 với VA-72 và VA-46 trên boong tàu USS Hoa Kỳ. Lần đầu tiên nó được sử dụng chiến đấu là để chống lại vị trí đặt tên lửa SA-5 của Libya vào tháng 3 năm 1986. HARM được sử dụng rộng rãi bởi Hải quân Hoa Kỳ và Không quân Hoa Kỳ trong chiến dịch Bão táp Sa mạc trong cuộc Chiến tranh Vùng Vịnh vào năm 1991.
Loại mới nhất đã được nâng cấp là tên lửa AGM-88E AARGM (viết tắt của: Advanced Anti Radiation Guided Missile: tên lửa dẫn hướng chống bức xạ phát triển). Đây là dự án kết hợp giữa Bộ quốc phòng Italia và Bộ quốc phòng Hoa Kỳ.